# Innarahu
Innarahu ist eine unbewohnte Insel, einen Kilometer von der größten estnischen Insel Saaremaa entfernt. Die Insel liegt in der Landgemeinde Saaremaa im Kreis Saare. Sie ist 0,6 Hektar groß und gehört zum Nationalpark Vilsandi. Jagen ist auf der Insel verboten.